# Krążkówko
Krążkówko – wieś w Polsce położona w województwie dolnośląskim, w powiecie głogowskim, w gminie Kotla.

## Podział administracyjny
W latach 1975–1998 miejscowość administracyjnie należała do województwa legnickiego.

## Demografia
Najmniejsza miejscowość gminy Kotla. Według Narodowego Spisu Powszechnego liczyła 35 mieszkańców (III 2011 r.)